# Briare
Briare is een gemeente in het Franse departement Loiret (regio Centre-Val de Loire). De gemeente telde 5.012 inwoners op 1 januari 2022.

## Geografie
De oppervlakte van Briare bedroeg op 1 januari 2022 45,41 vierkante kilometer; de bevolkingsdichtheid was toen 110,4 inwoners per km².

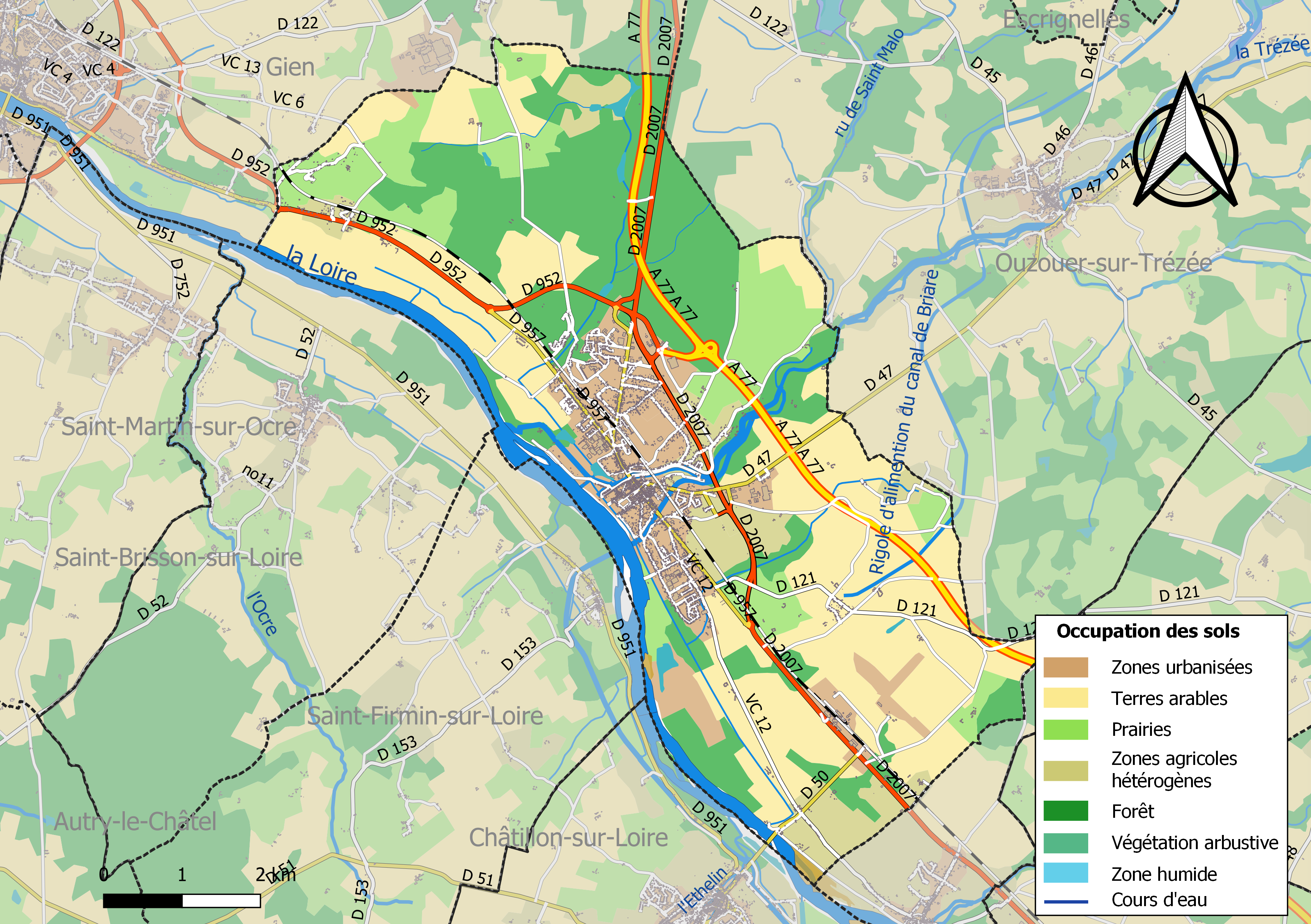
Kaart van de gemeente met de belangrijkste infrastructuur, bodemgebruik en omliggende gemeenten

## Demografie
Onderstaande figuur toont het verloop van het inwoneraantal van Briare vanaf 1962.

Bron: Frans bureau voor statistiek. Cijfers inwoneraantal volgens de definitie population sans doubles comptes (zie de gehanteerde definities)

## Afbeeldingen

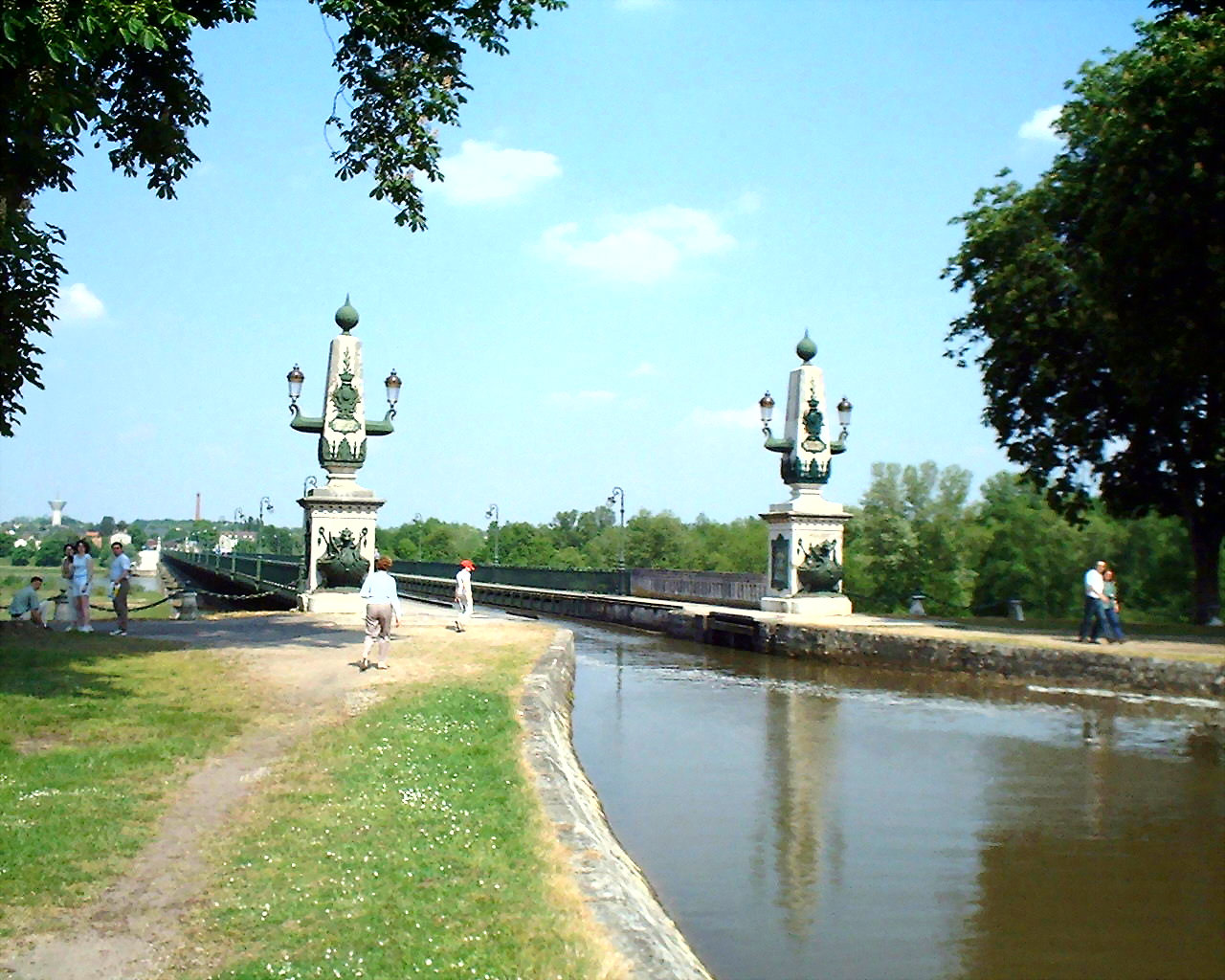
Kanaalbrug
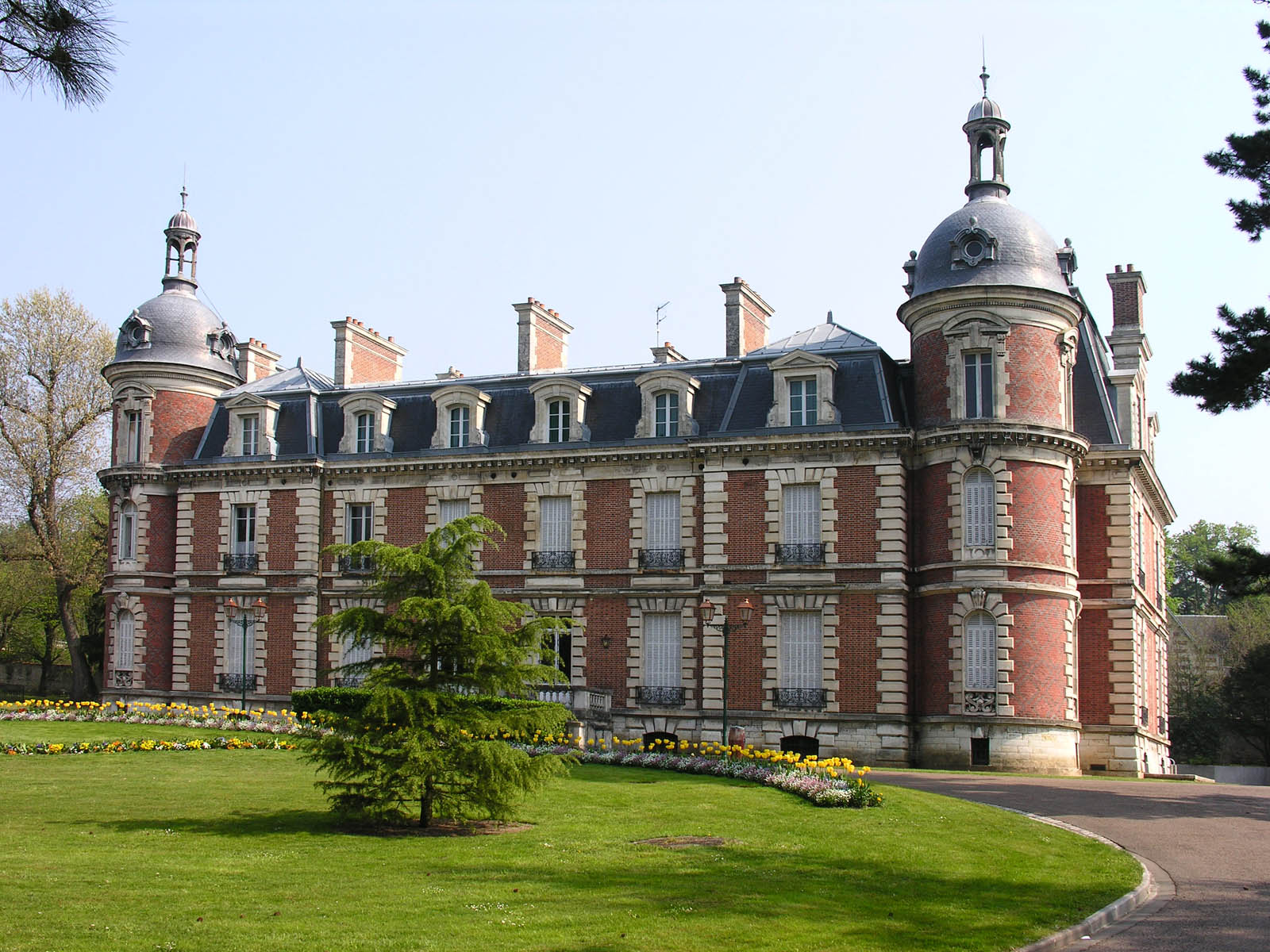
Château de Trousse-Barrière
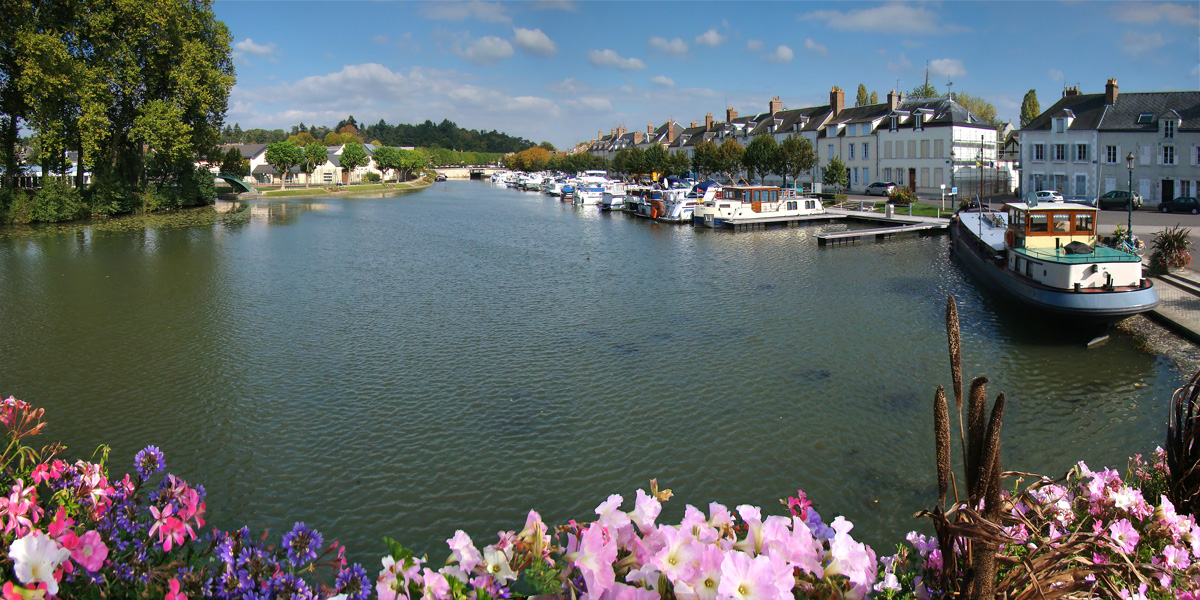
De Loire bij Briare
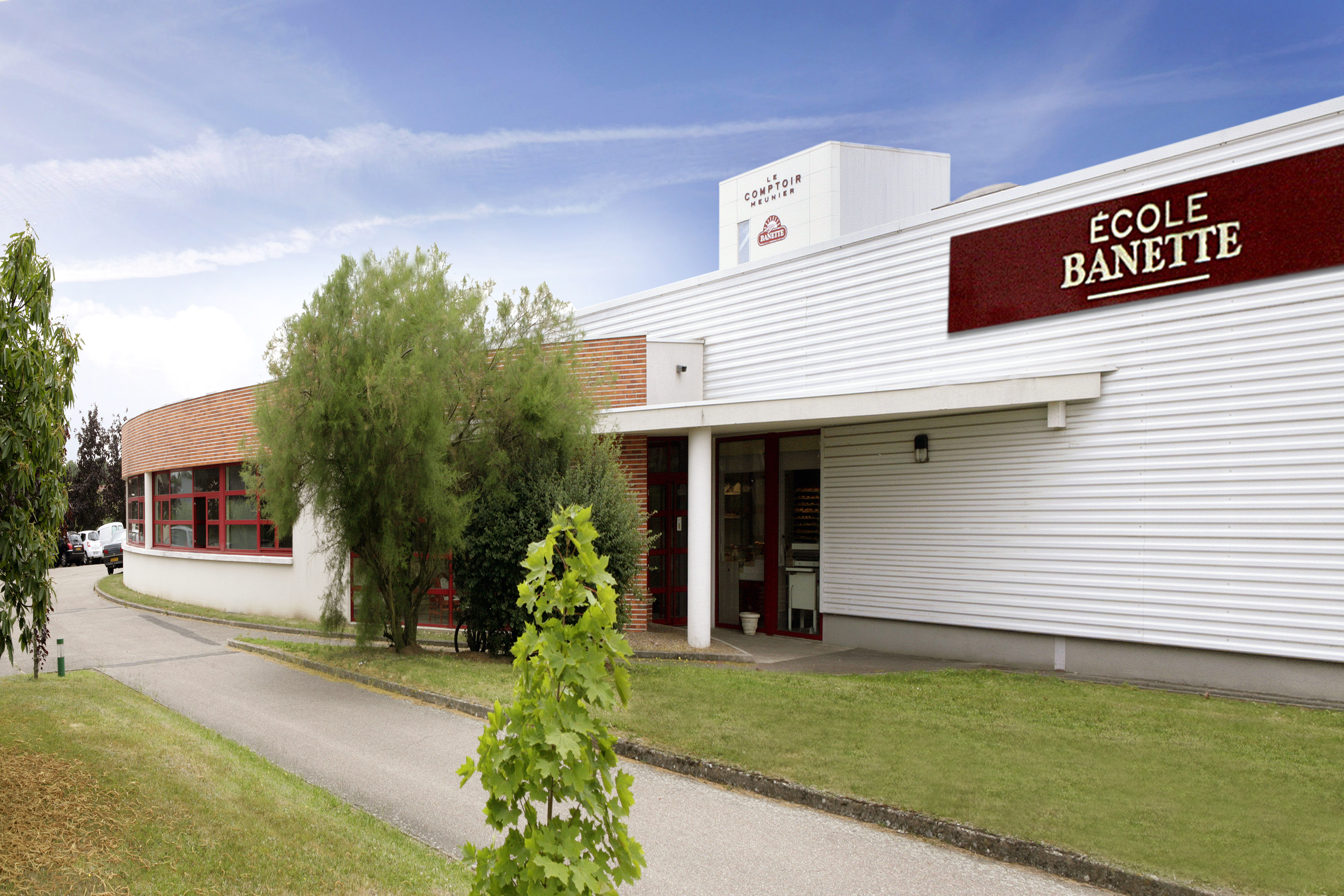
Bakkersschool